# Liam Heath
Liam Heath (Guildford, Surrey, 17 de agosto de 1984) é um canoísta britânico especialista em provas de velocidade.

## Carreira
Foi vencedor da medalha de bronze em K-2 200 m em Londres 2012, junto com o seu colega de equipa Jon Schofield.